# Gouvernement Waddington
Troisième République
Gouvernement Jules Dufaure V Gouvernement Charles de Freycinet I
Le gouvernement William Waddington est le gouvernement de la Troisième République en France du 4 février 1879 au 21 décembre 1879.
Nommé par le président Jules Grévy, William Waddington forme un gouvernement qui doit occuper le terrain politique en l’absence de chef républicain de valeur qui convienne à la fois à la Chambre et au président.

## Historique
En 1879, le président du Conseil, Jules Dufaure, le chef des républicains, mène le gouvernement de la République, mais il a 81 ans et décide de démissionner. Pour le remplacer, le président Jules Grévy ne veut pas nommer Gambetta, le grand héros de la république, qui lui ferait trop d’ombre, ni son partisan, Ferry, trop protectionniste pour cette majorité plutôt libérale. Il lui préfère Waddington, une personnalité de second plan, ministre des Affaires étrangères du gouvernement précédent. Waddington forme donc son gouvernement, décidant tout d’abord de conserver le ministère des Affaires étrangères et de confirmer dans leurs fonctions : le général Gresley à la Guerre, Léon Say aux Finances, Charles de Freycinet aux Travaux publics et Émile de Marcère à l’Intérieur et aux Cultes. Pour le reste, il nomme : à l’Instruction, Jules Ferry ; à la Justice, Le Royer (avocat de formation).
Le gouvernement formé doit occuper le terrain politique en l’absence de chef républicain de valeur qui convienne à la fois à la Chambre et à Grévy.

## Composition

### Présidence du Conseil
| Fonction | Fonction                           | Image | Nom                | Parti politique |
| -------- | ---------------------------------- | ----- | ------------------ | --------------- |
|          | Président du Conseil des ministres |       | William Waddington | Centre gauche   |

### Ministères
| Fonction | Fonction                                           | Image           | Nom                                                 | Parti politique     |
| -------- | -------------------------------------------------- | --------------- | --------------------------------------------------- | ------------------- |
|          | Ministre des Affaires étrangères                   |                 | William Waddington                                  | Centre gauche       |
|          | Ministre de la Justice                             |                 | Philippe Le Royer                                   | Gauche républicaine |
|          | Ministre de l’Intérieur et des Cultes              |                 | Émile de Marcère (du 4 février au 4 mars 1879)      | Centre gauche       |
|          | Ministre de l’Intérieur et des Cultes              | Jules Develle   | Charles Lepère (du 4 mars 1879 au 21 décembre 1879) | Union républicaine  |
|          | Ministre de la Guerre                              |                 | Henri Gresley                                       |                     |
|          | Ministre de la Marine et des Colonies              |                 | Jean Bernardin Jauréguiberry                        |                     |
|          | Ministre de l'Instruction publique, des Beaux-arts |                 | Jules Ferry                                         | Gauche républicaine |
|          | Ministre des Finances                              |                 | Léon Say                                            | Centre gauche       |
|          | Ministre des Travaux publics                       | Jules Develle   | Charles de Freycinet                                | Gauche républicaine |
|          | Ministre de l'Agriculture et du Commerce           | Jules Develle   | Charles Lepère (du 4 février 1879 au 5 mars 1879)   | Union républicaine  |
|          | Ministre de l'Agriculture et du Commerce           | Édouard Millaud | Pierre Tirard (du 5 mars 1879 au 21 décembre 1879)  | Union républicaine  |
|          | Ministre des Postes et Télégraphes                 | Félix Granet    | Adolphe Cochery                                     | Gauche républicaine |

### Sous-Secrétaire d'Etat
| Fonction | Fonction                                   | Image       | Nom            | Parti politique     |
| -------- | ------------------------------------------ | ----------- | -------------- | ------------------- |
|          | Sous-secrétaire d'État à la Justice        | René Goblet | René Goblet    | Union républicaine  |
|          | Sous-secrétaire d'État aux Travaux Publics |             | Sadi Carnot    | Gauche républicaine |
|          | Sous-secrétaire d'État aux Beaux-Arts      |             | Edmond Turquet | Gauche républicaine |

### Nomination du 7 février 1879
| Fonction | Fonction                                              | Image | Nom            | Parti politique     |
| -------- | ----------------------------------------------------- | ----- | -------------- | ------------------- |
|          | Sous-secrétaire d'État à l'Agriculture et au Commerce |       | Cyprien Girerd | Gauche républicaine |

### Nomination du 13 février 1879
| Fonction | Fonction                             | Image | Nom                                                        | Parti politique     |
| -------- | ------------------------------------ | ----- | ---------------------------------------------------------- | ------------------- |
|          | Sous-secrétaire d'État à l'Intérieur |       | Jules Develle (du 13 février 1879 au 4 mars 1879)          | Gauche républicaine |
|          | Sous-secrétaire d'État à l'Intérieur |       | Félix Martin-Feuillée (du 4 mars 1879 au 21 décembre 1879) | Union républicaine  |

## Bilan
Gouvernement de transition après la démission du Président Patrice de Mac Mahon, son bilan n'est pas négligeable. On lui doit notamment l'amnistie partielle des communards - Clemenceau et d'autres réclament l'amnistie pleine et entière, qui ne sera votée qu'à la fin 1880 - et le retour du Parlement à Paris; l'adoption de la Marseillaise comme hymne national; la création des écoles normales départementales. Le plan Freycinet vise à développer le réseau de chemins de fer. Mais le gouvernement est surtout marqué par la personnalité de Jules Ferry qui défend ses projets de réforme de l'école et de l'enseignement supérieur. Il obtient l'interdiction d'enseignement aux congrégations non autorisées qui a pour objectif d'écarter les jésuites.

## Fin du gouvernement et passation des pouvoirs
Le 21 décembre 1879, William Henri Waddington, en butte à l'hostilité de la gauche, voit son ministère se disloquer après les démissions de Le Royer et Goblet (11 décembre). Il remet à son tour la démission du Gouvernement, sans avoir été mis en minorité, à Jules Grévy, président de la République.
Le 28 décembre 1879, Jules Grévy nomme Charles de Freycinet, un républicain opportuniste, à la présidence du Conseil des ministres.